# 10369 Sinden
A 10369 Sinden (ideiglenes jelöléssel 1995 CE2) a Naprendszer kisbolygóövében található aszteroida. D. J. Asher fedezte fel 1995. február 8-án.